# Бета Вукановић
Бета Вукановић (Бамберг, 18. април 1872 — Београд, 31. октобар 1972) била је српска сликарка  епохе импресионизма. Њена каснија дела су била реалистичка али је увек задржала импресионистичку палету.

## Биографија
Родила се у Немачкој као Бабет Бахмајер. После завршетка основне школе и Више женске школе уписала се 1890. године на приватну сликарску школу Карла Мара и Антон Ажбеа у Минхену. У атељеу је упознала Ристу Вукановића и у њему су се венчали 1898. године. Уместо на свадбено путовање, отпутовали су за Београд, за кога су јој пријатељи причали да је мали град, у којем не постоји интересовање за уметност.
У Београд су стигли на лето 1898. године. У време њиховог доласка, престоница је прерастала из оријенталне вароши у европски град. Да би оживео уметност, брачни пар је покренуо низ акција. Исте године основали су Удружење српских уметника за пластичне уметности и музику, које је трајало пет година.
Те 1898. године Бета је први пут излагала, заједно са мужем и вајаром Симеоном Роксандићем у Београду, у сали Народне скупштине, до које су слике допремили на таљигама, преко турске калдрме, сами укуцавали ексере и на зидове качили слике. На изложбу је дошао и краљ Милан Обреновић, велики поштовалац уметности и колекционар, који их је позвао да излажу и у двору. Изложба у двору је остварена 1900. године. Том приликом је краљ Милан откупио слику Ристе Вукановића „Дахије“, а сума за коју је откупљена је била довољна за куповину земљишта на Дунавској падини, на углу улица Господар Јованове и Капетан Мишине, где су касније саградили себи кућу.
Године 1899. брачни пар је добио дозволу од Министарства просвете да наследи прву српску сликарско-цртачку школу од њеног оснивача Кирила Кутлика, после његове смрти. Педагошки рад је започела 1900. године. Пошто су променили две адресе, Вукановићи су школу уселили у своју кућу у Капетан-Мишиној 13. Кућа, са измењеном фасадом, још увек постоји и од 1984. године је споменик културе Београда. Пројектовао је Милан Капетановић, пројектант југословенског павиљона на Светској изложби у Паризу. У кући су направљена четири велика атељеа. Од свега је била најлепша фасада куће, на којој је изнад главног улаза, Бета насликала „Три музе” - музика, сликарство и игра, симболично представљених, у облику три лепе жене, око којих су на стубићима били цветови плавих перуника и шарено пауново перје. Фасада, заједно са овим радом је уништена у бомбардовању током Другог светског рата, а као једина успомена на фасаду је остала само разгледница у издању „Геце Кона”. У каталогу Завода за заштиту споменика културе Београда наводи се међутим да је ова декорација, сликана у техници фрескосликарства, изгубљена приликом измена и преградње зграде тридесетих година XX века.
Сликарска школа је радила од 1902. до 1905. године. Риста је водио мушко, а Бета женско одељење школе, а касније су им се придружили сликар Марко Мурат и вајар Ђорђе Јовановић. Циљ школе је био да припреми будуће полазнике страних сликарских академија, али и учитеље цртања за гимназије и више женске школе. Школа је 1905. године прерасла у Уметничко-занатску школу, када је премештена у улицу Краља Петра, а касније у Краљевску уметничку школу, у којој је Бета Вукановић такође предавала цртање и акварелисање (акварел).. Из ње су изашле генерације импресиониста.
Једна од првих слика које је Бета насликала у Србији је била „Крсна слава”, тема својствена српском народу. Том сликом је успела да споји своје минхенско образовање и осећања према Србији. Слика је била изложена и награђена на Светској изложби у Паризу 1900, на којој се представила са својим мужем, под презименом Вукановићи.
Учествовали су у оснивању Друштва српских уметника „Лада” 1904. године, поводом стогодишњице Првог српског устанка. Редовно су излагали на изложбама овог друштва. Године 1958. је изабрана за доживотног почасног председника „Ладе”.
Радила је као добровољна болничарка, прво у Балканским ратовима. Због знања страних језика, асистирала је страним лекарима. Награђена је Орденом за негу рањеника и болесника (1912) и Медаљом за услуге Црвеном крсту Србије (1913).
Кад је почео Први светски рат, Риста се тешко разболео. Поред њега је у болници неговала и рањенике. С српском војском супружници су отишли су на југ, до Солуна, а затим су с групом рањеника у Марсељ (Француска). Из тог периода су сачувана два њена акварела: француски војници из афричких јединица 1915. године и предео из Марсеља (1916). Обе слике се сада налазе у Војном музеју у Београду.
Како је Народна банка Србије добром емисионом политиком успела да очува поверење у вредност динара, чак и током рата, суочила се са проблемом недовољне количине новца у оптицају. Бета је израдила нацрт за ратну новчаницу од 50 динара, чија је прва партија издата марта 1915. године у Паризу. Укупно је издато 1.025.000 примерака и није забележен ниједан фалсификат. Међутим, пошто је израђена на брзину, лошом бојом и имала грешке у натпису, наишла је на велики отпор у народу, који јој је због лошег изгледа наденуо име „ратна новчаница” или „пегавац”, па је Народна банка одлучила да обустави даље пуштање у промет и већ исте године је повучена из оптицаја. Данас се сврстава међу нумизматички највредније српске новчанице.
Риста је радио као инспектор у више места у Француској, у српским средњим школама, отворених за децу из Србије погођену ратом. Преминуо је почетком 1918. године и сахрањен на војничком гробљу у Тијеу, где му је Бета подигла споменик, и гроб редовно посећивала.
Након рата се вратила у земљу. Стигла је с последњим транспортом избеглица, 1919. године. Кућа у којој су живели пре рата, била је оштећена. Како није желела да се врати у „порушену и покрадену“ кућу, продала ју је Милутину Станојевићу, генералном конзулу јапанског конзулата. Живела је у Дому ученица у Београду, где је радила као наставник цртања. А касније је добила атеље у згради Коларчевог народног универзитета.
Убрзо је основала Удружење ликовних уметника у Београду (1919), а 1921. године је постала наставник у Уметничкој школи.
У Другом светском рату, одбила је да се учлани у покрет „Културбунд“, и користи све привилегије које уз то иду, говорећи да себе сматра Српкињом. Сликање јој је помогло да преброди бомбардовање и страхоте рата.
Сликала је и цртала до краја живота. Одлазила је у свој атеље готово сваки дан, где је примала посете од 12 до 14 часова. Често је седела у оближњем парку и бележила призоре који би у њој побудили осећања.
Добитница је награде за животно дело 1971. године. Одликована је на свој стоти рођендан 18. априла 1972. године орденом заслуга за народ. Орден је у име председника СФРЈ уручио градоначелник Београда Бранко Пешић.
Преминула је 31. октобра 1972. године у сто првој години живота и сахрањена на Новом гробљу у Београду.
Изложба њених радова Лучоноша једне епохе отворена у Народном музеју Србије децембра 2022. Поводом 150 година од њеног рођења објављен је зборник радова „Еманципација VS традиционализам: Бета Вукановић и пут ка модерној слици”.

## Радови

### Слике
Бета Вукановић је уз Марка Мурата, најзначајнији и најтипичнији представник пленериста. Тај је правац прихватила још у Минхену. Она је уметнике у Србији научила да раде у пленеру. Када је импресионизам почео да слаби она је нагласила цртеж, учврстила облик и задржала боје импресионизма. Сликала је портрете, пејзаже (са мотивима из вардарске Македоније, Србије и Босне) и мртве природе. Излагала је на свим југословенским изложбама Ладе, а поред тога у Риму, Минхену и Паризу.

### Карикатуре
Сматра се зачетницом уметничке карикатуре у Југославији. Према неким подацима аутор је преко 500 карикатура, од чега је сачувано 140. Прве карикатуре је направила још у основној школи, цртајући учитељицу. Била је кажњена због тога, али није одустала, верујући да не чини ништа лоше цртајући смешне портрете, за које је сматрала да никога не вређају, већ да су само духовити. Своје карикатуре је први пут представила 1910. на Четвртој изложби „Ладе”, где се представила са 60 радова. Карикатуре је излагала и касније, али никада у таквом обиму као први пут. На овој врсти њених радова преовлађују фигура и лик. Најчешће је карикатурисала своје савременике, познате личности из културног и друштвеног живота. Већина карикатура је акварелисана. Својим карикатурама је илустровала и роман Бранислава Нушића „Општинско дете” 1902. године.
Пред крај живота више није радила карикатуре. Последња је највероватније „Аутокарикатура”, објављена у дневном листу Политика априла 1954. године. Народни музеј у Београду је 1949. године откупио 50-так њених карикатура. Задовољна изложбом организованом 1968. године, поклонила је Музеју још једанаест својих карикатура.

### Графике
Неке своје графике донела је још из Немачке, а касније је израдила нове. У Београду ови њени радови нису били цењени. На изложби „Bianco e nero” у Риму 1902. године италијански краљ је купио две, а адвокат Скоти, правни саветник српског посланства у Риму, једну. Разочарана незаинтересованошћу Београђана, неколико година након доласка у српску престоницу поклонила је алат за бакрорез свом ученику Љубомиру Ивановићу, који је касније постао врсни графичар.
Тестаментом је Музеју града Београда оставила 247 слика, пастела, акварела и цртежа. Осим тога, Музеј је поједине предмете из њеног атељеа, као и медаље, ордење и указе откупио након њене смрти, што је придодато њеном легату, који броји укупно 293 предмета.

## Одабрани радови
- Портрет Ристе Вукановића (Музеј у Софији)
- Портрет Вука Караџића (Вукова сала у Библиотеци града Београда)[23]
- „Задушнице ”(зграда Скупштине Београда)
- „На мојој тераси ”(зграда Београдске општине)
- „Летњи дан” (Народни Музеј у Београду)
- „Крсна слава” (награђена на Светској изложби у Паризу. Слика је нестала у Другом светском рату и постоје само репродукције[9]
- „Брање шљива” (зграда Министарства финансија)
- „Колекција карикатура” (била је у поседу њеног пријатеља краља Петра Карађорђевића али то никада није доказано)

## Галерија
- Ибарска клисура (1925/30.)
- Француски војници, оловка и акварел, 1915. (Војни музеј у Београду)
- Портрет Ристе Вукановића
- Под Звездаром (1902), Народни музеј Краљево